# Équipe des Philippines féminine de football
Cet article traite de l'équipe féminine. Pour l'équipe masculine, voir Équipe des Philippines de football.
Maillots
L'équipe des Philippines féminine de football est l'équipe nationale qui représente les Philippines dans les compétitions internationales de football féminin. Elle est gérée par la Fédération des Philippines de football.

## Histoire
Les Philippines ont participé à 10 éditions de la Coupe d'Asie, en passant la phase de groupes pour la première fois en 2022, où elles ont terminé 4e. Elles n'ont jamais participé à une phase finale des Jeux olympiques.
À partir de 2017, les Philippines commencent à sélectionner des joueuses issues de la diaspora,  comme Quinley Quezada. Des camps de détection sont organisés, notamment en Californie.
Elles sont médaillées de bronze des Jeux d'Asie du Sud-Est de 1985 et des Jeux d'Asie du Sud-Est de 2021.
En 2021, l'Australien Alen Stajcic, ancien sélectionneur des Matildas, devient sélectionneur des Philippines.
Le 30 janvier 2022, en battant Taïwan aux tirs au but en quarts de finale de coupe d'Asie, les Philippines se qualifient pour la première fois de leur histoire à une phase finale de la Coupe du monde.
Elles remportent le Championnat d'Asie du Sud-Est féminin de football le 17 juillet 2022 (AFF Women's Championship) en battant la Thaïlande en finale (3-0). La compétition était organisée aux Philippines, à Manille, Biñan et Imus.
Lors de la coupe du monde 2023, les Philippines perdent leur premier match 2-0 face à la Suisse, avant de remporter leur première victoire dans l'histoire de la compétition face à la Nouvelle-Zélande (1-0). Sarina Bolden a marqué le but de la victoire, le premier de l'histoire des Philippines dans la compétition, à la 24e minute, de la tête, sur un centre de Sara Eggesvik. La gardienne Olivia Davies-McDaniel a été élue joueuse du match pour sa performance lors de cette victoire historique, réalisant de nombreux arrêts contre les hôtes et gardant sa cage inviolée. La sélection est portée par sa diaspora : seulement deux des 23 joueuses sont nées aux Philippines. Dix-huit d'entre elles sont nées aux États-Unis. Cependant, les Philippines se sont inclinées 6-0 lors de leur dernier match de groupe contre la Norvège, l'équipe la mieux classée de leur groupe, Alicia Barker marquant contre son camp, Sofia Harrison étant expulsée pour un plongeon imprudent, et les Philippines concédant un triplé à la Norvégienne Sophie Román Haug à l'Eden Park d'Auckland. Elles ont terminé à la dernière place du Groupe A avec trois points grâce à leur victoire contre les Football Ferns, mais n'ont pas réussi à atteindre la phase à élimination directe pour leur première Coupe du monde. Le contrat de Stajcic en tant qu'entraîneur principal a expiré par la suite.

## Sélectionneurs
| Liste des sélectionneurs des Philippines | Liste des sélectionneurs des Philippines | Liste des sélectionneurs des Philippines | Liste des sélectionneurs des Philippines               |
| Nationalité                              | Nom                                      | Période                                  | Palmarès                                               |
| ---------------------------------------- | ---------------------------------------- | ---------------------------------------- | ------------------------------------------------------ |
| Drapeau des Philippines                  | Edward Magallona                         | 1981                                     |                                                        |
| Drapeau des Philippines                  | Orlando Plagata                          | 1985                                     |                                                        |
| Drapeau des Philippines                  | Antonio Morales                          | 1988                                     |                                                        |
| Drapeau des Philippines                  | Marlon Maro                              | 1999-2007                                |                                                        |
| Drapeau de l'Indonésie                   | Hans Smit                                | 2008                                     |                                                        |
| Drapeau des Philippines                  | Joel Villarino                           | 2008-2009                                |                                                        |
| Drapeau des Philippines                  | Ernest Nierras                           | 2011-2013                                |                                                        |
| Drapeau des Philippines                  | Buda Bautista                            | 2013-2017                                |                                                        |
| Drapeau des Philippines                  | Let Dimzon                               | 2017                                     |                                                        |
| Drapeau de l'Angleterre                  | Richard Boon                             | 2017-2018                                |                                                        |
| Drapeau de la France                     | Rabah Benlarbi                           | 2018                                     |                                                        |
| Drapeau des Philippines                  | Buda Bautista                            | 2018                                     |                                                        |
| Drapeau des Philippines                  | Let Dimzon                               | 2018-2019                                |                                                        |
| Drapeau des Philippines                  | Marlon Maro                              | 2021                                     |                                                        |
| Drapeau de l'Australie                   | Alen Stajcic                             | 2021-2023                                | Championnat d'Asie du Sud-Est féminin de football 2022 |
| Drapeau de l'Australie                   | Mark Torcaso                             | 2023-                                    |                                                        |

### Parcours enCoupe du monde féminine de football
| Édition | Performance   | J | V | N | D | Bp | Bc |
| ------- | ------------- | - | - | - | - | -- | -- |
| 1991    | Non qualifiée | - | - | - | - | -  | -  |
| 1995    | Non qualifiée | - | - | - | - | -  | -  |
| 1999    | Non qualifiée | - | - | - | - | -  | -  |
| 2003    | Non qualifiée | - | - | - | - | -  | -  |
| 2007    | Non qualifiée | - | - | - | - | -  | -  |
| 2011    | Non qualifiée | - | - | - | - | -  | -  |
| 2015    | Non qualifiée | - | - | - | - | -  | -  |
| 2019    | Non qualifiée | - | - | - | - | -  | -  |
| 2023    | 1er tour      | 3 | 1 | 0 | 2 | 1  | 8  |
| 2027    | À venir       | - | - | - | - | -  | -  |
| 2031    | À venir       | - | - | - | - | -  | -  |
| 2035    | À venir       | - | - | - | - | -  | -  |
| Total   | 1/9           | 3 | 1 | 0 | 2 | 1  | 8  |

## Classement FIFA
| Année              | 2003 | 2004 | 2005 | 2006 | 2007 | 2008 | 2009 | 2010 | 2011 | 2012 | 2013 | 2014 | 2015 | 2016 | 2017 | 2018 | 2019 | 2020 | 2021 | 2022 | 2023 | 2024 |
| ------------------ | ---- | ---- | ---- | ---- | ---- | ---- | ---- | ---- | ---- | ---- | ---- | ---- | ---- | ---- | ---- | ---- | ---- | ---- | ---- | ---- | ---- | ---- |
| Classement mondial | 76   | 81   | 81   | 89   | 86   | 82   | 75   | 128  | 87   | 83   | 75   | 80   | 80   | 69   | 69   | 74   | 67   | 65   | 64   | 54   | 38   | 41   |

## Anciennes joueuses
- Jessika Cowart